# Kominek w Jatkach
Kominek w Jatkach – jaskinia w Dolinie Strążyskiej w Tatrach Zachodnich. Wejście do niej położone jest w Dolinie Grzybowieckiej, w grzbiecie Łysanek, w najwyższej turni Jatek, w pobliżu Jaskini w Jatkach, na wysokości 1365 metrów n.p.m. Długość jaskini wynosi 5,5 metrów, a jej deniwelacja 5 metrów.

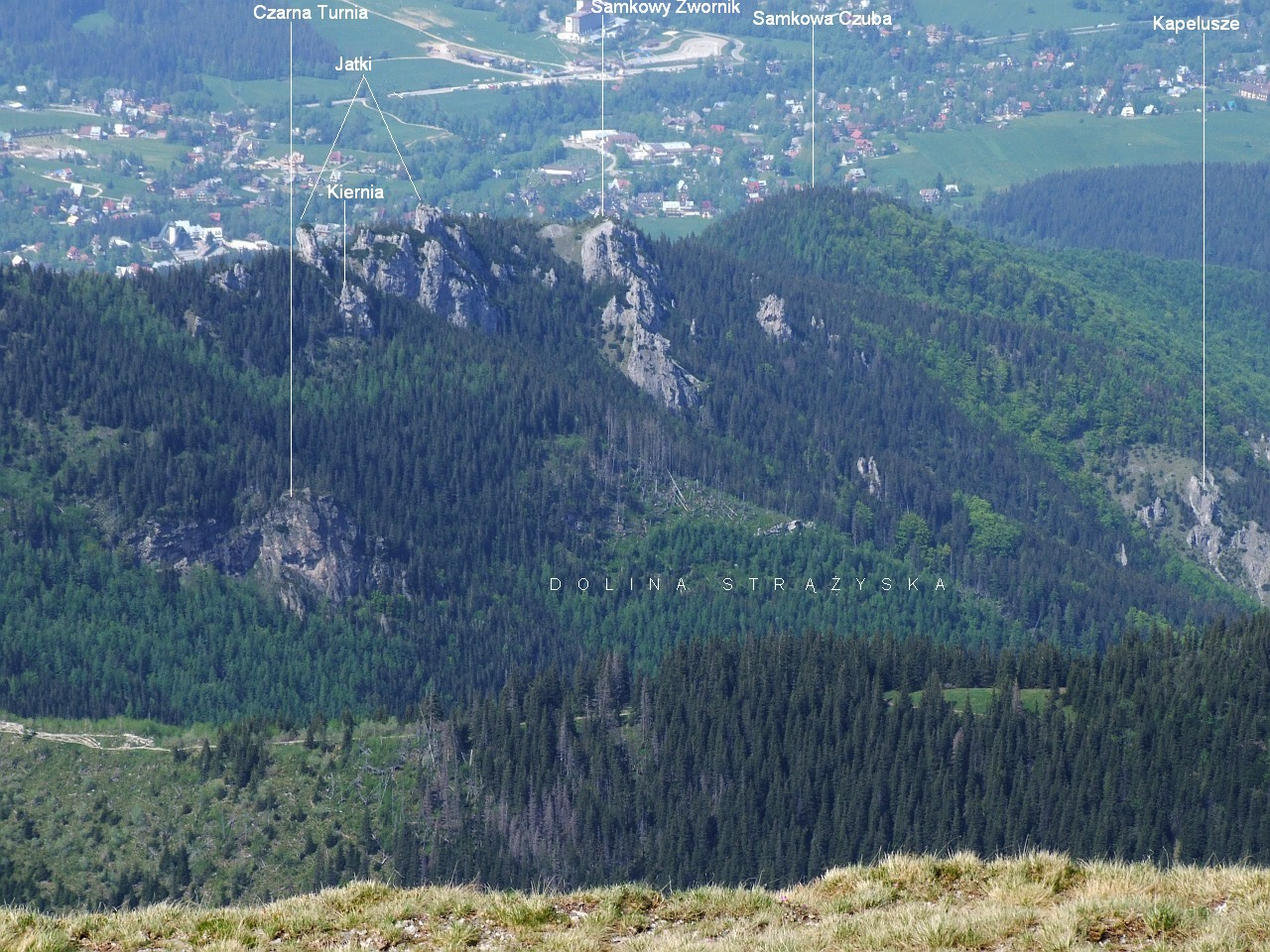
Widok na Jatki z Czerwonego Grzbietu

## Opis jaskini
Jaskinię stanowi pochylony, szczelinowy kominek zaczynający się w wysokim, szczelinowym otworze wejściowym, a kończący niewielką salką.

## Przyroda
W jaskini nie ma nacieków. Ściany są suche, brak jest na nich roślinności.

## Historia odkryć
Pierwszą informację o jaskini opublikował W.W. Wiśniewski w 1993 roku. Jej plan i opis sporządziła I. Luty przy pomocy A. Połockiej w 2003 roku.